# سیلویا آباسکال
سیلویا آباسکال (اسپانیایی: Silvia Abascal‎؛ زادهٔ ۲۰ مارس ۱۹۷۹) بازیگر اهل اسپانیا است.
از فیلم‌ها یا برنامه‌های تلویزیونی که وی در آنها نقش داشته‌است می‌توان به متهم، کلیسای بزرگ دریا، فرانسیس: برایم دعا کن، بیش از حد عاشقانه، ترومن و ما ما اشاره کرد.